# Deleproctophylla gelini
Deleproctophylla gelini är en insektsart som först beskrevs av Luisa Eugenia Navas 1919.  Deleproctophylla gelini ingår i släktet Deleproctophylla och familjen fjärilsländor. Inga underarter finns listade i Catalogue of Life.